# 静边市社
靜邊市社（越南语：／）是越南安江省下辖的一个市社。

## 地理
静边市社东接周富县，东北接朱笃市，南和西南接知宗县，西北接柬埔寨。境内有禁山、映武山、泰山亭、泰山寺等著名景点。

## 历史
2005年4月12日，春苏社改制为静边市镇。
2012年4月19日，县莅自家庞市镇迁至静边市镇。
2023年2月13日，越南国会常务委员会通过决议，自2023年4月10日起，静边县改制为静边市社；静边市镇改制为静边坊，枝陵市镇改制为枝陵坊，家庞市镇改制为家庞坊，安富社改制为安富坊，仁兴社改制为仁兴坊，为山社改制为为山坊，泰山社改制为泰山坊。

## 行政区划
静边市社下辖7坊7社，市社人民委员会位于静边坊。
- 安富坊（Phường An Phú）
- 枝陵坊（Phường Chi Lăng）
- 家庞坊（Phường Nhà Bàng）
- 仁兴坊（Phường Nhơn Hưng）
- 为山坊（Phường Núi Voi）
- 泰山坊（Phường Thới Sơn）
- 静边坊（Phường Tịnh Biên）
- 安居社（Xã An Cư）
- 安好社（Xã An Hảo）
- 安农社（Xã An Nông）
- 新立社（Xã Tân Lập）
- 新利社（Xã Tân Lợi）
- 文教社（Xã Văn Giáo）
- 永中社（Xã Vĩnh Trung）